# Stora gölen (Nässjö socken, Småland)
Stora gölen är en sjö i Nässjö kommun i Småland och ingår i Emåns huvudavrinningsområde.